# Sept Hommes à abattre
Pour plus de détails, voir Fiche technique et Distribution.
Sept Hommes à abattre (Seven Men from Now) est un western américain de Budd Boetticher, sorti en 1956.

## Synopsis
Comme plusieurs autres westerns de Budd Boetticher, Sept Hommes à abattre raconte l’histoire d’un homme seul, ici mû par l’obsession de la vengeance.
L'ex-shérif Ben Stride a récemment perdu son épouse, tuée lors d’un hold-up. Il cherche les sept hommes responsables pour les tuer. Le film débute par une nuit d’orage dans le désert. Après avoir demandé l’abri dans une grotte à deux hommes qui partagent avec lui leur café, Ben Stride les tue aussitôt les sachant complices. Le lendemain, il aide des pionniers, John et Annie Greer, à désembourber leur chariot puis accepte, après qu’ils ont longtemps insisté, de les accompagner afin de les protéger d’Indiens Chiricahuas.
Dans un relais de diligence abandonné, ils croisent Bill Masters, qui se joint à eux, dans le but affiché d’aider Ben Stride mais surtout de récupérer le butin du hold-up.

Un duel final, dans les rochers, mettra aux prises Ben Stride et Bill Masters. Sa vengeance accomplie, Ben Stride pourra, sans doute, refaire sa vie avec Annie Greer dont le mari a, entre-temps, été tué par l’un des bandits.

## Fiche technique
- Titre : Sept Hommes à abattre
- Titre original : Seven Men from Now
- Réalisation : Budd Boetticher
- Direction artistique : A. Leslie Thomas
- Scénario : Burt Kennedy
- Décors : Edward G. Boyle
- Costumes : Carl Walker, Rudy Harrington, Edward Sebesta
- Photographie : William H. Clothier
- Son : Earl Crain Jr.
- Montage : Everett Sutherland
- Musique : Henry Vars
- Production : Robert Fellows, Andrew V. McLaglen, Robert E. Morrison
- Production exécutive : John Wayne
- Sociétés de production : Batjac Productions
- Société de distribution : Warner Bros.
- Pays d’origine :  États-Unis
- Langue originale : anglais
- Format : couleur (WarnerColor) — 35 mm — 1,85:1 — son Mono (RCA Sound System)
- Genre : Western
- Durée : 78 minutes
- Date de sortie : États-Unis : 4 août 1956

## Distribution
- Randolph Scott : Ben Stride
- Gail Russell : Annie Greer
- Lee Marvin : Bill Masters
- Walter Reed : John Greer
- John Larch : Payte Bodeen
- Donald Barry : Clete
- Fred Graham : un acolyte
- Chuck Roberson : Mason
- Stuart Whitman : Lieutenant Collins
- Pamela Duncan : Señorita Nellie
- John Beradino : Clint
- John Phillips : Jed
- Steve Mitchell : Fowler

## Autour du film
- Dans Qu’est-ce que le cinéma[1], André Bazin définit le "sur-western" comme un sous-genre du western des années 1950. Pour le critique, c'est un sous-genre qui n'assume plus son identité : le western nécessite de s'intellectualiser ou de s'actualiser dans d'autres genres (le mélodrame, par exemple). Sept Hommes à abattre échappe à cette classification et s'avoue être un western intelligent, sans pour autant être intellectualisant. Le traitement des personnages, la qualité de l'image et des décors, et l'apparente ascèse de la mise en scène fait dire à André Bazin que ce film sauve le genre, contrairement à des tentatives beaucoup plus commerciales comme Shane. Budd Boetticher étant alors confiné aux séries B, l’exploitation en salles françaises de ce western ne dura que quelques jours. Le réalisateur était en outre un quasi-inconnu, qui laissait la critique parfaitement indifférente. André Bazin écrivit néanmoins un long article[2], avertissant son lecteur qu’il allait lui parler d’un film qu’il ne verrait "sans doute jamais", tout en précisant qu’il s’agissait "peut-être (du) meilleur western que j’ai vu depuis la guerre, le plus raffiné et le moins esthète, le plus simple et le plus beau."
- De fait, en France, il fallut attendre une rétrospective Budd Boetticher à la Cinémathèque française en 2001 pour revoir ce film sorti en salles en 1958.
- La composition de Lee Marvin annonce, par l'assurance cynique qu'il donne à son personnage de tueur, celle de Liberty Valance.
- Budd Boetticher et Randolph Scott ont tourné ensemble sept westerns, celui-ci étant le premier. Cette collaboration évoque celle qui unit Anthony Mann et James Stewart ou encore John Ford et John Wayne.
- Le scénario de Sept Hommes à abattre est le premier scénario signé Burt Kennedy. Celui-ci le proposa à John Wayne, qui lui-même le confia à Budd Boetticher. Il était prévu au départ que John Wayne, dont la société Batjac a produit le film, joue le rôle principal (Ben Stride). Engagé par ailleurs sur le tournage de la Prisonnière du désert de John Ford, il laissa sa place à Randolph Scott.
- C'est John Wayne, producteur du film, qui imposa Gail Russell, actrice alors oubliée, ravagée par l'alcoolisme avec qui il s'était entendu à merveille, quelques années auparavant, sur le tournage de L'Ange et le Mauvais Garçon (Angel and the Badman), western réalisé par James Edward Grant et sorti en 1947.